# باشگاه فوتبال واترهاوس
باشگاه فوتبال واترهاوس یک تیم فوتبال حرفه‌ای مستقر در کینگستون است که در لیگ برتر جامائیکا شرکت می‌کند.

## افتخارات
- لیگ برتر جامائیکا
  - ۲ قهرمانی
  - ۷ نایب قهرمانی
- جام حذفی جامائیکا
  - ۳ قهرمانی
  - ۱ نایب قهرمانی
- جام کسافا
  - ۴ قهرمانی
  - ۴ نایب قهرمانی
- جام باشگاه‌های کارائیب
  - ۱ نایب قهرمانی